# Disanje
U životinjskoj fiziologiji, disanje je prijenos kisika iz zraka u stanice tkiva te prijenos ugljikova dioksida u suprotnom smjeru. Ono je kontrast biokemijskoj definiciji disanja, koje se odnosi na stanično disanje: metabolički proces kojim organizam dolazi do energije reakcijom kisika s glukozom koja daje vodu, ugljikov dioksid i adenozin trifosfat (ATP) (energiju). Iako je fiziološko disanje potrebno kako bi opskrbilo stanično disanje, a tako i život životinja, procesi su različiti: stanično disanje zauzima mjesto u pojedinačnim stanicama životinja, dok se fiziološko disanje tiče dotoka mase i prijenosa metabolita između organizma i vanjske okoline.
U jednostaničnih organizama, obična je difuzija dovoljna za izmjenu plinova: svaka je stanica uvijek u dodiru s vanjskom okolinom, s kratkom udaljenošću koju plinovi moraju prijeći. Naprotiv tome, složeni mnogostanični organizmi poput čovjeka imaju veću udaljenosti između okoline i njihovih unutarnjih stanica, pa je radi toga dišni sustav potreban za učinkovitu izmjenu plinova. Dišni sustav usklađeno djeluje s krvožilnim sustavom koji prenosi plinove iz tkiva i u njih.
Kod kralješnjaka koji dišu, respiracija kisika uključuje četiri stadija:
- Ventilacija iz okolnog zraka u alveole pluća.
- Plućna izmjena plinova iz alveola u plućnih kapilara.
- Prijenos plinova iz plućnih kapilara kroz cirkulaciju prema perifernim kapilarama u organe.
- Periferna izmjena plinova iz tkivnih kapilara u stanice i mitohondrije.

Disanje se sastoji od dvije radnje: udisaja i izdisaja.
Ventilacija i prijenos plinova zahtijevaju energiju radi pokretanja mehaničkih pumpa (dijafragma i srce), suprotno pasivnoj difuziji. 

## Fiziologija disanja čovjeka
Svi poznati živi organizmi izmjenjuju plinove s njihovom okolinom. Ova izmjena poznata je kao disanje. Za održavanje života, kisik se mora udisati u pluća, zatim procesom difuzije preko alveolo-kapilarne membrane, vezanjem za hemoglobin u eritrocitima, i otopljen krvi prenijeti do tkiva, i potom prenijeti u stanice u kojima se obavlja aerobni metabolizam. 

### Disanje
Disanje se može opisati kao spontani, ritmički mehanički proces. Kontrakcijom i relaksacijom mišića tijekom disanja nastaje kretanje plinova iz atmosfere u pluća i obratno, čime tijelo dobiva jedan plinoviti medij za razmjenu plinova. 

### Vanjsko disanje
Vanjsko disanje odvija se u alveolama pluća. Zrak, koji sadrži kisik, iz atmosfere mehaničkim procesom disanja ulazi u alveole pluća. Iz udahnutog zrak u alveolama, kisik difuzijom prelazi u krvotok. U isto vrijeme, ugljični dioksid difuzijom iz venske krvi prelazi u alveole odakle s izdahnutim zrakom napušta pluća. 
Ciklus disanja je nesvjestan proces koji se neprekidno ponavlja, osim ako je zbog poremećaja svijesti nastao poremećaj u njegovoj regulaciji. Vanjsko disanje odvija se u dvije faze: 
- Aktivna faza-Udisanje

Kretanje zraka prema plućima aktivna je faza vanjskog disanja, ili udisanje. Ono je uzrokovano širenjem zida prsnog koša i spuštanjem ošita. Udah povećava volumen pluća i u njima stvara područje niskog tlaka. Budući da je veći tlak izvana, zrak prodire u pluća. 
U tijeku mirnog disanja intrapleuralni tlak, u odnosu na atmosferski na početku udisanja, je oko (-2,5 mmHg) i smanjuje se na približno (-6 mmHg) na kraju inspirija. Za to vrijeme tlak u plućima varira u rasponu od 0 do -1,2 mmHg, tj. postaje blago negativan. 
Pri maksimalnom udahu promjer prsnog koša povećava se za 20%. Normalna broj dišnih ciklusa je 12 udisaja u minuti, a obujam udahnutog zraka pri jednom udahu je oko 500 ml. Prema tome,minutni volumen disanja(ili količina zraka koja prođe kroz pluća), prosječno je oko 6 litara u minuti. 
- Pasivna faza-izdisanje

U pasivnoj fazi vanjskog disanja - izdisanje, ošit se podiže, a zid prsnog koša se sužava, što dovodi do povećanja tlaka unutar pluća. Nakon što se otvori glotis, tlak unutar pluća izbacuje zrak, zajedno s oslobođenim CO2 iz krvi, u atmosferu.

### Unutarnje disanje
Unutarnje disanje je proces koji se odvija na razini tkiva i stanica, koje iz kisikom obogaćena krvi koriste kisik, a u nju vraćaju ugljični dioksid. Ovaj mehanizam, poznat je i kao metabolički procesa, proizvodnje energije neophodne za život. Unutarnje ili stanično disanje je isti proces, koji se odvija postupno, u nekoliko koraka, a čiji je rezultat pretvaranje energije pohranjene u molekulima glukoze u upotrebljivu kemijsku energiju u obliku ATP-a. 

### Regulacija disanja
Živčani sustav prilagođava veličinu alveolarne ventilacije potrebama organizma. Zahvaljujući pri tome, da se tlakovi kisika i ugljičnog dioksida u krvi minimalno mijenjaju i kod teških opterećenja respiratornog sustava. Centar za disanje se nalazi u produženoj moždine i ponsu, a regulacija disanja se odvija kontinuiranim slanjem impulsa. 
Krajnji cilj disanja je održavanje povoljnih koncentracija kisika, ugljičnog dioksida i vodikovih iona u tjelesnim tekućinama. Povećanje ugljičnog dioksida ili vodikovih iona utječe na respiraciju, tako što nadražuje centar za disanje i dovodi do uklanjanja viška plinova ubrzanjem respiracije. Regulacija ugljičnog dioksida se vrši mehanizmom povratne sprege, tako da u toku pneumonija, emfizema i drugih plućnih bolesti, ovaj sustav može povećati alveolarnu ventilaciju 5-7 puta.

### Anatomija dišnih organa
Dišni sustav sastoji od dišnih putova i organa koji unose atmosferski zrak u organizam. 
Sastav dišnog sustava;
- Usno-nosni prolaz,
- Ždrijelo,
- Grkljan,
- Dušnik,
- Bronhije, bronhiole, alveolarni duktusi i alveole.

- Usno nosni prolaz

Usno nosni prolaz se sastoji iz usnica, usne šupljina, nosnica i nosne šupljine - nazalni prolaz. Ovaj prolaza oblaže sluznica koja je prekrivena cilijarnim epitelom, čija je osnovna uloga filtriranje i vlaženje zraka. Mehaničke nečistoća, iz udahnutog zraka, sa zadržavaju u usnoj i nosnoj šupljina na vlaženom epitelu odakle se mehaničkim putem odstranjuju iz nosa i ustiju (kašljanjem, kihanjem, slinom) ili gutanjem. Sluz s uhvaćenim česticama se pokreće jedan centimetar u minuti do konačnog izbacivanja ili gutanja. U nosu i ustima zrak se zagrije i ovlaži vodenom parom, prije nego stigne u pluća. Kada bi čovjek udisao zrak kroz običnu cijev, suh i hladan zrak koji dopire u donje dijelove pluća pogodovao bi infekciji. Zrak koji ulazi kroz nosne šupljina je bolje filtrirani zrak od onoga koji ulazi kroz usta. Zato se savjetuje da se disanje kad god je to moguće obavlja preko nosa. 
- Ždrijelo

Ždrijelo je tjelesna šupljina koja s jedne strane spaja usnu i nosnu šupljina a s druge grkljan. Glavna uloga ždrijela u procesu disanja je primiti zrak iz nosne i usne šupljina i zagrijati ga na temperaturu tijela prije njegovog ulaska u respiratorne sustav. 
- Grkljan

Grkljan je organ dišnog sustava koji je smješten u prednjem dijelu vrata. Organ je cijevastog obilika i počinje otvorom u donjem dijelu ždrijela (hipofarinks), a nastavlja se u dušnik (lat. trachea). Glavna funkcija grkljana je disanje, dok je kroz evoluciju prilagođen i fonaciji (govoru). Posebnu ulogu u zaštiti disanja ima grkljanski poklopac (lat. epiglotis), koji sprečava da hrana završi u grkljanu i dalje u dušniku, tj. sprečava aspiraciju i eventualno gušenje. 
- Dušnik

Dušnik ili trahea, je cijev kroz koju zrak dospijeva u bronhije. 
Faze vanjskog disanja
- Bronhiji, bronhiole, alveolarni duktusi i alveole

Zrak iz dušnika nastavlja kretanje dolje kroz bronhije i bronhiole, ka sve manjim prolazim, ili duktusima, dok ne dospije u alveole plućnog tkiva. Glavna dušnica, po ulasku u pluća, silazi koso nadole i oblikuje bronhalno stablo. Plućni režnjić, je osnovna jedinica građe pluća, ima oblik piramide, veličine oko 1 cm². Kroz njegov vrh ulazi bronhiola koja se grana dajući sitne alveole, poluloptasta proširenja njezinih zidova. Bronhiola formira strukture koje liče na grozd a svaka bobica predstavlja alveolu. 
Alveola je najvažniji dio pluća, oblika mjehurića promjera 0,3 mm i u prosjeku ih ima oko 150 milijuna. Alveole su tvorevina vrlo tankih zidova, kojih u plućima ima oko 300 milijuna, s ukupnom površinom koja je u kontaktu s kapilarama od oko 70 m². Svaka mala alveola okružena je mrežom kapilara kojima se pridružuju arterije i vene. Na mikroskopskom pregledu kapilara se vidi da promjer njegovog zid čini samo jedna stanica. Plućni kapilara su toliko uske da se crvena krvna zrnca mogu kretati kroz njih samo u jednom nizu. Razmjena plinova CO2 i O2 se odvija na razini alveola.

### Funkcije disanja
Disanje ima nekoliko funkcija;
- Unos kisika u tijelo,
- Uklanjanje ugljičnog dioksida iz tijela,
- Regulacija tjelesne temperature,
- Regulacija acido-bazne ravnoteže u tijelu.

#### Unos kisika u tijelo
Primarna funkcija disanja je unos kisika. Kisik ulazi u tijelo putem dišnog suustava, a zatim se u tijelu kroz cirkulacijski sustav dostavlja do svih njegovih dijelova. Sve stanice u tijelu za potrebe metabolizma hrane imaju potrebu za kisikom. 

#### Uklanjanje ugljičnog dioksida iz tijela
Ugljični dioksid je jedan od nusproizvoda u metaboličkim procesima. Ugljični dioksid se prenosi iz tkiva do pluća odakle se on izbacuje iz tijela. 
Kada ugljični dioksid uđe u kapilare, on reagira s vodom, te nastaje ugljična kiselina. Ta reakcija se ubrzava enzimima do 5000 puta. Već u sljedećem trenutku ova kiselina disocira na bikarbonatne ione i u ovom bezopasnom stanju se prenosi do pluća. Ovim procesom je omogućeno da se ugljični dioksid 15-20 puta lakše transportira. 

#### Regulacija tjelesne temperature
Tjelesna temperature se obično održava u rasponu od (36.1 do 37,0°C). Isparenje tjelesnih tekućina (kao što je znojenje) je jedna od metoda koja pomaže uklanjanju topline i održavanju toplinske ravnoteže tijela. Vlažan zrak tokom izdisanja također pomaže u procesu eliminacije topline. Negativan efekt može biti gubitak velike količine topline zbog velike površine pluća. 

#### Regulacija kiselo-lužnate ili kiselo-bazične ravnoteže u tijelu
U tijelu postoji složena ravnoteža između količine kisika i ugljičnog dioksida. Kretanje ugljičnog dioksida i kisika odvija se kroz brojne kemijske promjene u hemoglobinu i krvnoj plazmi. Poremećaj u radu ovih kemijskih puteve mijenja kemijsku ravnotežu tijela. 
Pod normalnim uvjetima, relativni nivo kiselo-lužnate ravnoteže (pH razina) u tijelu je u rasponu od 7,35 do 7,45. Tijekom disanja raste parcijalni tlak ugljičnog dioksida, povećava se razina kiselosti, i pH vrijednost se snižava na manje od 7,3. Isto tako, premalo ugljičnog dioksida izaziva porast bazne reakcije krvi i porast pH vrijednosti. 
Budući da ljudsko tijelo održava kiselo-lužnatu ravnotežu unutar uskih granica, dišni centar mozga reagira pri svakoj promjeni pH i parcijalnog tlaka ugljičnog dioksida (pCO2) u krvi. Kada dođe do promjena acido-bazne ravnoteže i pH, kemijski receptore aktiviraju dišni proces kako bi se pCO2 i pH razina normalizirali. Raspon od 7,2 do 7,6 je kritična granica nužne za kretanje kisika kroz krv i ulazak kisika u tkiva.

### Izmjena plinova u plućima i tkivima
- Kisik je zastupljen s oko 20,9%, (21%) u plinskoj smjesi naše atmosfere, a njegov parcijalni tlak je 160 mmHg u suhom zraku na razini mora, na temperaturi od oko 15°C.
- Daltonov zakon ;''navodi da su parcijalni (djelomični) pritisci plina u plinskoj smjesi jednaki pritisku plina koji bi on ostvario ako bi sam zauzimao taj prostor. Svaka plinska komponenta u zračnoj smjesi vrši pritisak koji je proporcionalan udjelu koji ona ima u mješavini.
- Međutim ove vrijednosti se mijenjaju kada udahnuti zrak dospije u pluća. Suh  atmosferski zrak izložen je zasićenoj vodenoj pari, na tjelesnoj temperaturi od (37°C), i djelomičnom tlaku vodene pare od 47 mmHg. U dušniku dakle parcijalni tlaka kisika iznosi (760 - 47) ili oko 150 mmHg.
- Prolazeći kroz traheju ka alveolama, kisik se miješa i s ugljičnim dioksidom. Tako da kada dođe do alveola gdje se odvija proces difuzije parcijalni tlak kisika postaje još manji.
- Parcijalni tlak ugljičnog dioksida u alveolama iznosi oko 40 mmHg i parcijalni pritisak kisika u najnižoj točki respiratornog sustava dostiže konačnu vrijednost koja predstavlja respiratorni koeficijenti iznosi 103 mmHg.

- Difuzija kisika (i ugljičnog dioksida u suprotnom smjeru) odvija se na razini od respiratornih bronhiola naniže. Ipak većina difuzije odvija se u alveolama, koje su praktično okružene krvnim kapilarima. Površina alveolarno-kapilaran mreže je velika, između 90 i 100 m2. Ako bi raširili alveole, dobili bi površinu koja pokriva dva teniska terena. Plućne membrana je izuzetno kompleksan sustav koji se sastoji od 6 slojeva. Unatoč velikom broju slojeva i izuzetnoj složenosti, ukupna debljina plućne membrane iznosi od 0,2-0,5 mikrometra. Ukupna količina krvi u plućnim kapilarima iznosi u prosjeku 60-140 ml. Difuzija u alveolama odvija se uz pomoć razlike tlaka kisika između alveola i krvi.

- Kisik koji dospijeva u alveole, ima parcijalni tlak oko 100 mmHg.
- U venskoj krvi koja se vraća u pluća parcijalni (pO2) kisika krvi je oko 40 mmHg.
- Ova razlika tlaka omogućuje kisiku iz alveola, tj. da iz područja višeg tlaka prelazi u kapilare u kojima je niža vrijednost parcijalnog tlaka kisika.

Na razmjenu plinova kroz plućne membrane utječu sljedeći čimbenici;
- Debljina površina alveolarne membrane. Promjena debljine i redukcija površine membrane znatno umanjuje difuzijski kapacitet pluća, što smanjuje količinu kisika i zasićenje hemoglobina u krvi i utječe na pojavu hipoksije. Ove promjene nastaju kada se u alveolama često nakuplja tekućina, tj. kad postoji edem pluća, emfizem pluća zatim fibroza pluća, ali i mnoge druge bolesti pluća mogu dovesti do ovih poremećaja. Zadebljanje membrane može nastati i kao obrambena reakcija organizma na povećane vrijednosti kisika u zraku npr., kod umjetnog disanja i inhalacije 100% kisika preko maske ili u respiratorima i hiperbaričnim komorama.

- Difuzijski kapacitet plinova. Difuzijski kapacitet plinova ovisi od stope difuzije nekog plina koja je razmjeran njegovoj topljivosti i gradijentu tlaka (ugljični dioksid, koji je bolje topljiv nego kisik, ima bržu stopu difuzije).

- Razlike u djelomičnom (parcijalnom) pritisku plinova

Uloga eritrocita i hemoglobina u dišnom procesu
Kada kisik dospije u alveole pluća, ona prolazi tanku staničnu barijeru alveola i kreće s prema plućnim kapilarama gdje se u krvi veže u slabu vezu s hemoglobinom. Dakle, dolazi do zasićenje hemoglobina u eritrocitima krvi kisikom. 
Glavnu ulogu u ovom procesu obavljaju eritrociti, kojih u organizmu ima 25 000 milijardi. Pošto se kisik prenosi slobodnom difuzijom, potrebno je da eritrocit primi molekulu kisika. Prisustvo hemoglobina u eritrocitima omogućava krvi da prenese 30-100 puta više kisika, nego što bi mogla prenijeti da je kisik otopljen u plazmi (svega 0,3%). U svakoj molekuli hemoglobina ima 4 atoma željeza, a svaki atom željeza veže jedanu molekulu kisika. Molekula hemoglobina tijekom disanja mijenja svoj oblik, a to je najmanja molekularna struktura koja diše. Kada hemoglobin veže kisika - skuplja se, a kada otpušta kisika - širi se. To je paradoksalan proces u odnosu na onaj koji se događa u plućima. Hemoglobin pokazuje izuzetnu kompleksnost i fleksibilnost da bi odigrao ulogu stalnog koordinatora količine kisika i ugljičnog dioksida. 
- Ugljični dioksid difuzijom iz krvi prelazi u alveole na isti način. Parcijalni tlak ugljičnog dioksida (pCO2) u venskoj krvi u kapilara je oko 46 mmHg, u odnosu na pCO2 od 40 mmHg u alveoli. Pri prolasku kroz krvne kapilara pluća, CO2 se kreće iz područja višeg pCO2 u kapilari u područje niže vrijednosti pCO2 u alveoli. Nakon ovoga CO2 tijekom pasivna faze - izdisanja napušta tijelo.

- Izmjena kisika i ugljičnog dioksida između tkiva i kapilara se odvija na isti način kao i između alveola i kapilara. U tkiva tlak kisika pada s povećanjem udaljenosti od kapilara i najniži nivo se nalazi na sredini između dva kapilara.

- Ako parcijalni tlak kisika padne ispod 3 mmHg, u tkivima se razvija anaerobni metabolizam. Pod normalnim uvjetima tlak ugljičnog dioksida (pC02) raste u tkivima i nastaje mliječna kiselina koja uzrokuje proširenje kapilara. U mišićima kapilari se mogu povećati i do 200 puta, a većina je kapilara proširena i za vrijeme mirovanja, za razliku od  mozga čiji se kapilari mogu povećati samo 4 puta. To je razlog zašto se hipoksija prvo javlja u mozgu a tek na kraju u mišićima, kao i zašto reverzibilne (trajne) posljedice u mozgu nastaju već nakon 5-10 minuta a u mišićima nakon 2 i više sati.

| Lokacija        | pO2 (mmHg) | pCO2 (mmHg) | pH2O (mmHg) | pN2 (mmHg) |
| Udahnuti zrak   | 158,0,     | 0,3         | 5,7         | 596,0      |
| Alveolarni zrak | 100,0      | 40,0        | 47,0        | 573,0      |
| Izdahnuti zrak  | 116,0      | 32,0        | 47,0        | 565,0      |
| Desno srce      | 40,0       | 46,0        | 47,0        | 573,0      |
| Lijevo srce     | 95,0       | 40,0        | 47,0        | 573,0      |
| Tkiva           | -40,0      | +46,0       | 47,0        | 573,0      |

### Funkcija disanja s promjenom visine
Količina kisika i ugljičnog dioksida razmenjena difuzijom preko alveolo-kapilarne membrane i krvi zavisi prije svega od razlike parcijalnog tlaka kisika i ugljičnog dioksida u alveolarnom zraku i njihovog parcijalnog tlaka u venskom dijelu kapilara. 
Taj tlak, i njegova diferencijalna razlika bitna je za pravilnu saturaciju krvi kisikom posade zrakoplova, jer s visinom pada zasićenje krvi kisikom, zbog snižavanja atmosferskog tlaka zraka. Ovaj pad u zasićenju krvi kisikom može dovesti do hipoksije, koja je posljedica smanjene količine kisika u tkivima tijela.
| Visina(m)      | Atmosferski tlak (mmHg) | pAO2(mmHg) | pVO2(mmHg) | Razlika tlaka(mmHg) | Zasićenje krvi kisikom(%) |
| na razini mora | 760 (664-803)           | 100        | 40         | 60                  | 98                        |
| 3.000          | 523                     | 61         | 31         | 29                  | 87                        |
| 5.500          | 380                     | 38         | 26         | 12                  | 72                        |
| 7.000          | 282                     | 7          | 4          | 3                   | 9                         |
| 11.000         | 179                     | 0          | 0          | 0                   | 0                         |

#### Funkcionalna podjela atmosfere u odnosu na visinu
Prema fiziološkom učinku dostignute visine na procese disanja u organizmu čovjeka izvršena je sljedeća podjela atmosfere; 
- Indiferentna zona (do 1780 m )- do ove visine atmosfere u organizmu čovjeka ne događaju se nikakve promjene s visinom, bez obzira da li se radi o zdravom ili bolesnom organizmu.

-  Zona potpune kompenzacije (do 3000 m )- u ovoj zoni kod potpuno zdravih ljudi ne događaju se nikakve promjene, ali kod bolesnika u ovoj zoni se mogu javiti prvi poremećaji izazvani nedostatkom kisika ( hipoksija). Potpuno zdrava osoba do visine od 3000 metara može udisati samo običan zrak jer kompenzatorne fiziološki mehanizmi organizma (hiperventilacija, porast pulsa itd.) Mogu nadoknaditi snižena vrijednost pO2 do ove visine.

- Zona nepotpune kompenzacije (od 3000 do 5000 m )- u ovoj zoni nastaju prvi psihofiziološki poremećaji u organizmu. Brzina nastanka promjena u organizmu čovjeka u znatno ovise od utreniranosti (aklimatizacije), fizičkoj kondiciji, načinu prehrane i zdravstvenom stanju.

- Smrtna zona (iznad 5500 m )- u kojoj nastaju teški psihofiziološki poremećaji do smrtnog ishoda.

Na manjim visinama (do 3000 metara) alveolarni parcijalni tlak kisika (pO2) ne smanjuje se u tolikoj mjeri kao pO2 u atmosferi, jer smanjen tlaka kisika donekle nadoknađuje povećana ventilacija pluća i veće naprezanje kardiovaskularnog sustava. Međutim na većim visinama pO2 se daleko više smanjuje u alveolama pluća nego u atmosferskim zraku, zbog razređenja kisiku u udahnutom zraku. Razlog za ovo smanjenja je; 
- Na velikim visinama ugljični dioksid se stalno odstranjuje iz krvi plućnih kapilara u alveole i vrši razređenje zraka, (iako se na većim visinama zbog ubrzanog disanja smanjuje parcijalni tlaka ugljičnog dioksida s 5,3 kPa i snižava na približno 3,2 kPa).
- Voda s dišnih površina isprava u udahnuti zrak i također razređuje alveolarni zrak. Na normalnoj tjelesnoj temperaturi vodena para zadržava svoj stalni parcijalni tlak od 6,3 kPa bez obzira na visinu.

| Visina (m)     | Atmosferski tlak (kPa) | pO2 u zraku(kPa) | pCO2 u alveolama (kPa) | rO2 u alveolama (kPa) | Arterijsko zasićenje krvi kisikom |
| na razini mora | 101,3                  | 21,2             | 5,3                    | 13,9                  | 0,97                              |
| 3.000          | 69,7                   | 14,7             | 4,8                    | 8,9                   | 0,90                              |
| 6.000          | 46,5                   | 9,7              | 3,2                    | 5,3                   | 0,73                              |
| 9.000          | 30,1                   | 6,3              | 3,2                    | 2,8                   | 0,30                              |
| 12.000         | 18,8                   | 3,9              | 3,2                    | 1,6                   | 0,15                              |
| 15.000         | 11,6                   | 2,4              | 3,2                    | 0,3                   | 0,02                              |

- Napomena: 1 atmosfera = 101.3kPa, kPa(kilopaskal) = 1000 paskala. Jedan paskal, jednak je sili od jednog njutna koja deluje na površini od jednog četvornog metra.

Ako pretpostavimo da barometarski tlak padne na 13,3 kPa, od te vrijednosti na parcijalni tlak  vodene pare (pH2O) otpada 6,3 kPa, za sve ostale plinove ostaje 7 kPa. (13,3-6,3 = 7).  Na velikim visinama od 7 kPa, mora se oduzeti tlak CO2 tako da u zraku ostaje svega 3,8 kPa (7-3,2 = 3,8) plina. Pod uvjetom da se kisik ne troši od 3,8 kPa treba oduzeti 4/5 koliko zauzima dušik, tako da na pO2 otpada 0,8 kPa. Imajući u vidu da su do tog momenta tkiva iznimno anoksična, značajnu količinu kisika apsorbiratće krv, tako da u plućima ostaje svega 0,26 kPa tlaka kisika, što je nedovoljno za normalan proces disanja. Na temelju ovoga zaključujemo da čovjek na atmosferskom tlaku od 13,3 kPa, ne bi mogao preživjeti ako bi udisao samo atmosferski zrak. 
- Od visine 3.000 metara do visine od 12.200 metara, da ne bi došlo do poremećaja u organizmu zbog hipoksije, potrebno je započeti s dopunskim udisanje 100% kisika.

- Od visine od 12.200 metara Udisanje kisika obavezno mora biti s dopunskim pritiskom (nadtlakom). Pritisak od 18,8 kPa uzima se kao donja granica disanja 100% kisika bez nadtlaka.

Primjer: na visini od 15.500 metara barometarski tlak zraka je 11,6 kPa, što je nedovoljno za normalan proces disanja, zato je potrebno udisanje 100% kisika pojačati i nadtlakom. Vrijednost nadtlaka možemo izračunati ako od donje granice tlaka na kojoj se obavlja proces disanja 100% kisika (18,8 kPa) oduzmem vrijednost tlaka na zadanoj visini (18,8-11,6 = 7,2 kPa). S ovim nadtlakom, od 7,2 kPa, postiže se vrijednost parcijalnog tlaka kisika na visini od 15.500 metara koja osigurava zasićenje hemoglobina u krvi oko 90%.

#### Disanje pod nadtlakom
Disanje pod nadtlakom je umjetno povećanje smanjenog parcijalnog tlaka kisika u udahnutom zraku, kao jedna od osnovnih mjera u borbi protiv smanjenog barometarskog tlaka atmosferskog zraka i pojave hipoksije u tijelu pilota za vrijeme letenja na većim visinama. 
Tlak plina ostvaruje se samo za vrijeme udisanja, dok tijekom izdisanja tlaka nema. Na ovaj način je promijenjen normalni respiratorni ciklus jer je sada udah pasivna faza a izdah aktivna faza. Tijekom izdisanja potrebno je izvšiti određeni rad da bi se stvorio povećan negativan tlak u grudnom košu, koji će istisnuti zrak kako bi se tlak izjednačio s vanjskim. Dok disanje dovodi u pluća pozitivni tlak ostali dijelovi tijela su izloženi okolnom pritisku zraka. 
Disanje 100% kisika pod nadtlakom od 11,7 kpa osiguralo bi trajnu uspješnu zaštitu od hipoksije na bilo kojoj visini. Međutim ovako veliki nadtlak je neostvarljiv jer dovodi do; dekompresijske bolesti i fizioloških poremećaja u radu respiratornog sustava. 
Mogućnosti disanja kisika pod nadtlakom nisu neograničene, te nakon prelaska vrijednosti od 7,8 kPa dolazi do značajnih poremećaja u radu kardiovaskularnog i respiratornog sustava, a na većim tlakovima moglo bi doći i do rupture pluća. 
Da bi se ovo spriječilo uvedena su  specijalna odijela s nadtlakom koja stvaraju tlak s vanjske strane tijela pilota, s ciljem da se vanjski tlak izjednači s unutrašnjim tlakom. Samo s ovakvim odijelom dobro se podnosi disanje pod nadtlakom i do 20,7 kPa 
Kako je disanje kisika pod nadtlakom veoma naporno, njegova primjena nije preporučljiva duži vremenski period, a i sama oprema koja se koristi za tu namjenu znatno otežava rad pilota. Zato su suvremeni avioni tako konstruirani da su njihove kabine pod nadtlakom, što omogućava normalan rad pilota, a odijelo se koristi samo u slučaju nastanka izvanredne situacije (rashermetizacija kabine ne velikim visinama).

#### Zaštitne funkcije disanja na visini
Kako bi čovjek osigurao normalan proces disanja na visini on mora disanje nadopuniti nizom zaštitnih mjera:
- Aklimatizacija: dužim boravkom na visini iznad 3000 metara organizam se privikava smanjenom tlaku kisika pokretanjem čitavog niza fizioloških procesa u organizmu
- Bavljenje sportom; uz pravilnu prehranu i povremeni boravak na visini povećava se disajni kapacitet organizma što ga čini otpornijim na smanjeni parcijalni tlak kisika.
- Pravilno doziran povećan unos ugljikohidrata i bjelančevina; smanjuje toleranciju organizma i povećava njegovu izdržljivost na niskom parcijalnom tlaku kisika
- Udisanje kisika: preko zaštitne maske, boravka u hermatiziranim kabinama zrakoplova s ili bez uporabe specijalnog visinskog odijela.